# David William Bauer
Temple de la renommée : 1989
Temple de la renommée de l'IIHF : 1997
Le père David William Bauer (né le 10 novembre 1924 à Kitchener en Ontario, et mort le 9 novembre 1988 à Goderich en Ontario), était un prêtre de la Congrégation de Saint-Basile et un entraîneur de hockey sur glace. Il vécut son enfance dans une famille d'amateurs de hockey. Son frère Robert Bauer fut un joueur des Bruins de Boston dans la LNH. En 1961, le père Bauer remporta la Coupe Memorial en tant qu'entraîneur.
Il proposa à l'Association canadienne de hockey amateur de créer une équipe nationale pour participer aux compétitions internationales, proposition qui est acceptée le 26 août 1962. Cette équipe remporta la médaille d'or au tournoi du Centenaire en 1967 et la médaille de bronze aux Jeux olympiques d'hiver de Grenoble en 1968. Deux ans plus tard, l'équipe nationale du Canada est dissoute puisque le Canada s'est retiré des compétitions internationales, car elle ne pouvait plus rivaliser contre les équipes européennes sans l'aide des joueurs professionnels.
Une bourse d'études de l'Université de la Colombie-Britannique et la patinoire olympique de Calgary portent son nom. Il a aussi reçu l'Ordre du Canada. Il a été admis à titre posthume en 1989 au Temple de la renommée comme bâtisseur.

## Sources
- « Bauer, père David William », sur L'encyclopédie canadienne (consulté le 6 août 2015)